# Viticulture en Ouzbékistan

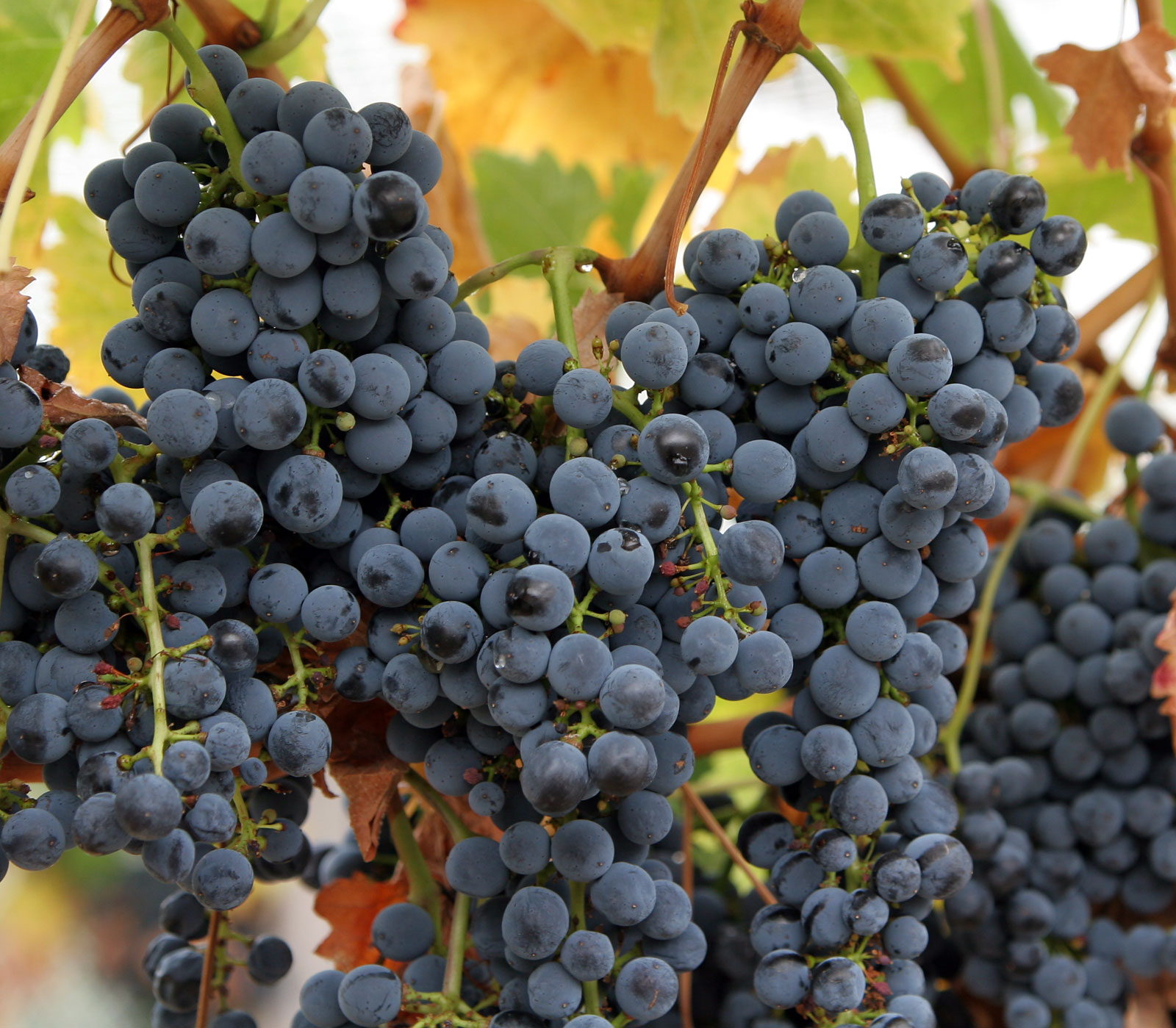
Raisin rouge

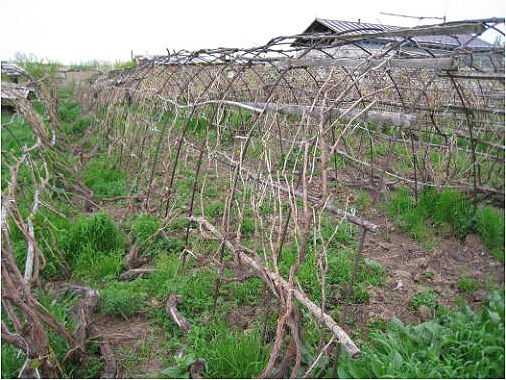
Plantation de raisins en Ouzbékistan

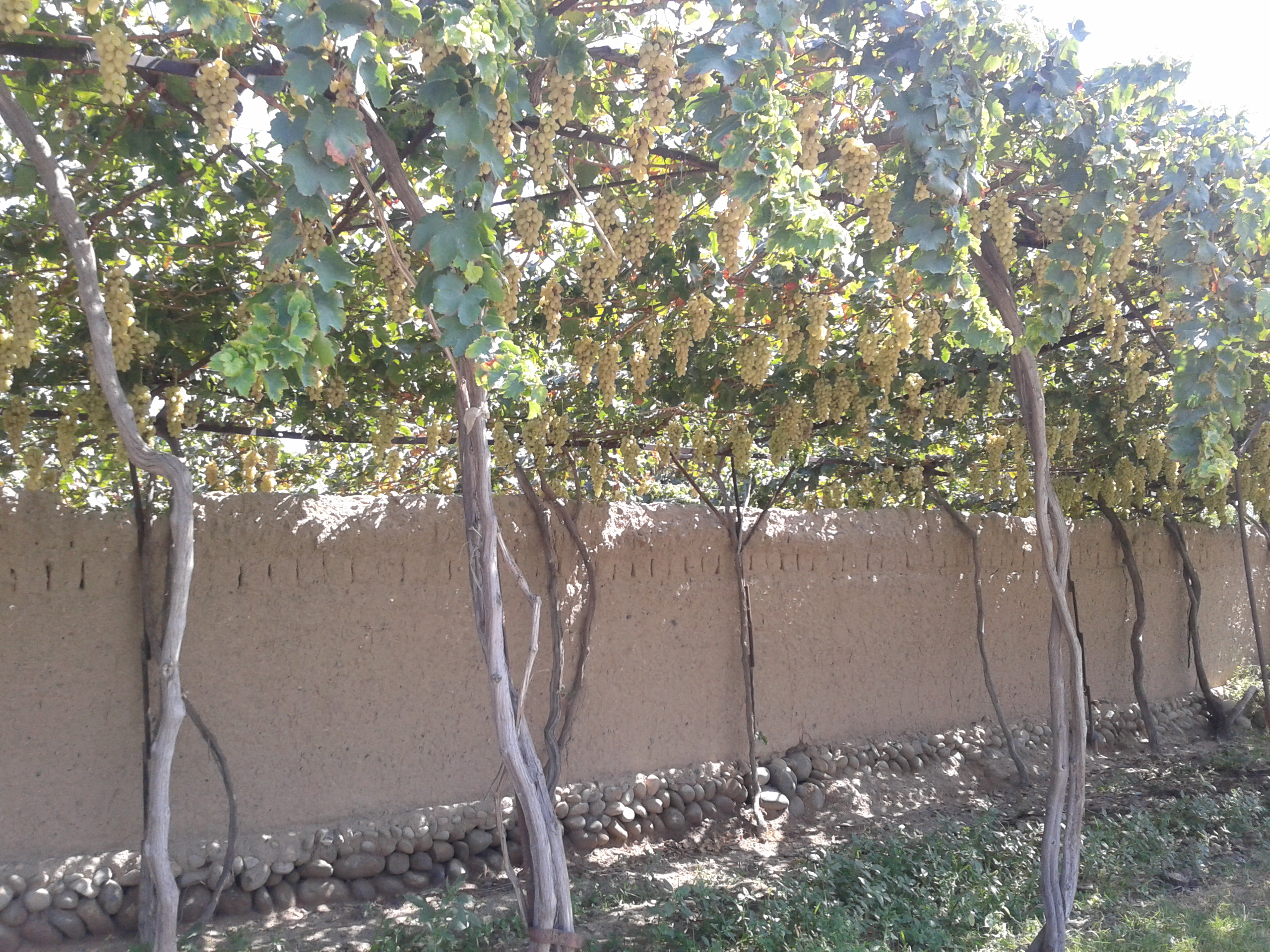
Vignoble chez l'habitant

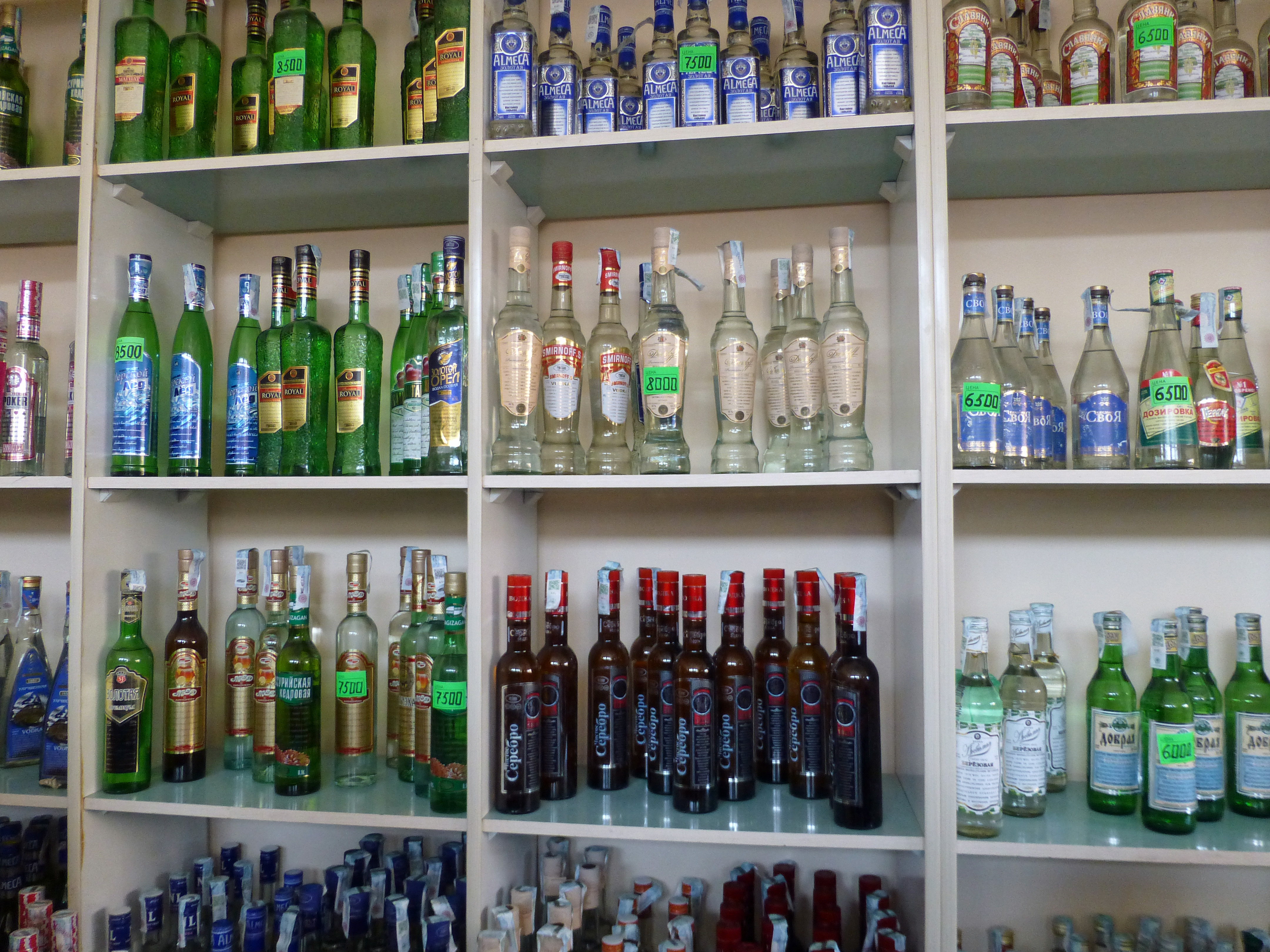
Produits du vin et de l'alcool dans le bazar Siab de Samarcande

La viticulture en Ouzbékistan (ouzbek : Oʻzbekistonda vinochilik) est la production de vin et la culture du raisin sur le territoire de l'Ouzbékistan.

## Période pré-islamique
La situation géographique, les conditions climatiques favorables et une grande superficie de terres irriguées fertiles ont permis le développement de l'industrie du vin et de la viticulture en Ouzbékistan.
La production de vin sur le territoire de l'Ouzbékistan actuel a commencé dans l'Antiquité. Des études géo-paléontologiques et ampélographiques de ces dernières années ont établi que les raisins d'Asie centrale ont été introduits dans la culture il y a environ 6 000 ans et qu'à cette époque déjà, il existait une technologie assez élevée de vinification et de culture du raisin.
Avant l'islamisation, parmi les peuples d'Asie centrale, le zoroastrisme, vénérant le vin, était très répandu. Le livre sacré des Zoroastriens - " Avesta " - attache une importance particulière à la multiplication de la bonne existence matérielle, stimulant une gamme d'activités allant de l'agriculture aux grands marchands. Cela comprenait la viticulture. La vinification était considérée comme un acte noble et la consommation de vin était un rituel indispensable à toutes les occasions solennelles. Le vin était largement utilisé non seulement dans les rituels de la religion zoroastrienne, mais aussi dans toutes les célébrations, et même dans la vie quotidienne.
Les campagnes d'Alexandre le Grand en 327-329 av. J.-C. en Perse, puis en Asie centrale, assurèrent l'émergence de la culture gréco-bactrienne avec ses concepts religieux et moraux-ethniques. Cela a conduit à une nouvelle poussée et au développement de la viticulture et de la vinification locales, puisque le vin jouait un rôle important dans les festivités des anciens Grecs. Au IIe siècle av. J.-C., un émissaire chinois qui a visité de nombreux endroits en Asie centrale confirme par écrit qu'à Ferghana et dans tous les pays situés à l'ouest de celui-ci, la population locale fait du vin à partir de raisins. Le voyageur écrit: « Ils aiment leur vin autant que leurs chevaux aiment la luzerne. Les habitants cultivent habilement le raisin sur de grandes surfaces et le conservent plusieurs décennies sans s'abîmer. La prospérité de la viticulture locale est attestée par des découvertes archéologiques: assiettes nominatives - tarapan, grandes caves à vin - khumkhona, nombreuses grandes et petites cruches aux longues prunes, flacons en céramique à parois décorées - mustakhara, adaptés au transport du vin par transport en pack, ainsi que textes sacrés et ouvrages anciens sur le vin.

## Après l'établissement de l'islam
La viticulture et la vinification se sont développées sur les terres fertiles de l'Ouzbékistan jusqu'à la fin du VIIe siècle. Des changements importants ont été apportés par les conquêtes arabes et la propagation de l'islam sur le territoire de l'Asie centrale. La religion musulmane interdit la consommation de vin et la fabrication de boissons alcoolisées. La production de vin a diminué.
Le voyageur médiéval, le vénitien Marco Polo, qui parcourut toute l'Asie centrale, écrivit dans son journal : « Samarcande, Boukhara et d'autres villes magnifiques sont des lieux agrémentés de jardins et de vignobles. J'ai dû boire du vin de la population locale. Ce vin avait plus d'une douzaine d'années et il a frappé par son excellente qualité. Je n'ai jamais rien bu de tel auparavant »,.

## Période coloniale
La vinification et la viticulture ont recommencé à se développer au milieu du XIXe siècle, après la conquête de l'Asie centrale par l'Empire russe,.
En 1867, le marchand de la première guilde, I. I. Pervushin a construit une distillerie à Tachkent. Par la suite, il a commencé à combiner le fumage d'alcool avec la vinification et a réussi dans la production de vins issu de raisin. Les vins produits par Pervushin étaient fournis non seulement au marché national, mais aussi au marché étranger.
En 1868, un marchand du centre de la Russie, Dmitri Filatov, fonde une petite entreprise viticole à Samarcande. Au début, il était petit, mais après environ 4 ans aux concours mondiaux des vins de Paris et d'Anvers, le soi-disant " vin de raisin Samarkand de Filatov " a reçu des médailles d'or et d'argent. Un tel succès a incité à un développement encore plus important de la vinification dans la région, et bientôt le vin produit à Samarcande a commencé à arriver à la cour impériale de l'Empire russe. En 1904, une école d'horticulture, de viticulture et de vinification a été ouverte à Samarcande, la seule de toute la région du Turkestan.

## Période soviétique
Après la Révolution d'Octobre, l'État a alloué des fonds importants pour la reconstruction de la cave de Samarcande fondée par Filatov. L'entreprise a subi une nationalisation et est entrée au Comité d'État de la viticulture et de la vinification de l'URSS, ce qui a conduit à sa modernisation. Dans les années post-révolutionnaires, pour la première fois en Asie centrale, des caves monolithiques en béton ont été construites pour le vieillissement des vins fins, les derniers équipements viticoles de l'époque ont été achetés de la France, des conteneurs et des barriques en chêne pour le stockage des vins ont été livrés,,.
Dans le même temps, un certain nombre de vignobles ont été organisés, où les meilleurs cépages de table et de vin ont été utilisés pour de nouvelles plantations. Le service agronomique et la protection des plantations contre les ravageurs et les maladies ont également été mis en place. Une amélioration  dans l'organisation de la transformation du raisin et une augmentation de la capacité des points de vin ont commencé. Dans les années suivantes, sur la base d'eux des établissements vinicoles indépendants ont été organisés à Boukhara, Kitab, Shakhrisabz, Denau, Yangiyul. En 1927, un chimiste russe, professeur M. A. Khovrenko est arrivé à Samarkand. Après son arrivée, des changements importants ont été apportés aux technologies de l'usine pour la préparation et le stockage des vins. Le scientifique met la vinification à Samarkand sur une base de recherche, qui donne bientôt ses résultats positifs. Sur la base des résultats de la recherche, la culture et la création de nouveaux cépages, tels que le furmint, le turiga, qui ont donné d'excellents résultats dans la fabrication de vins de haute qualité "Gulyakandoz", "Shirin", "Liqueur de cabernet", "Aleatico", "Ouzbékistan" et "Farkhad" ont commencé. Ces vins ont d'abord été produits à la cave de Samarkand et ont reçu des médailles d'or et d'argent lors de concours et de dégustations internationaux et de toute l'Union,,.
Dans les années 1930, la cave de Samarcande produisait plus de 200 000 décalitres de vin. En 1938, l'entreprise crée un fonds-collection d'élevage à long terme des vins. Les meilleures variétés de vins étaient stockées en grande quantité dans les caves de Samarcande. Pendant la Grande Guerre patriotique, l'entreprise a été repensée pour la production d'alcool technique pour les besoins du front. La production de produits viticoles est suspendue et ne reprend qu'en 1946, après la fin de la guerre. Dans la période d'après-guerre, la production de l'usine a connu une nouvelle modernisation. Par la suite, le travail manuel a été remplacé par des lignes automatiques et semi-automatiques. En 1968, pour son centenaire, l'usine produit vingt types de vins, cinq marques de cognac et onze types de boissons alcoolisées,.
Sur tout le territoire de la république, des microdistricts ont été identifiés, qui, en raison de leurs conditions naturelles, sont en mesure d'influencer particulièrement favorablement la qualité des vins obtenus (en termes de subtilité de leur bouquet, de fraîcheur et d'harmonie du goût). L'étude technologique de l'assortiment de cépages en lien avec le terrain et les changements climatiques a permis de composer un ensemble viticole pour la production de vins de table et effervescents dans les contreforts et les régions montagneuses de la chaîne du Chatkal, au nord-ouest de la région de Tachkent. En raison de la bonne récolte de raisins et des vins qui en sont issus, ces lieux ont reçu le nom figuratif " Champagne ouzbek ". En outre, l'étude technologique et scientifique des cépages a montré que sur le territoire de l'Ouzbékistan, en comparaison avec d'autres régions viticoles, il est plus facile de produire différents types de vins dans les mêmes conditions à partir du même cépage, en fonction du moment de les vendanges,.
Un nouveau tournant technique dans l'industrie viticole de l'Ouzbékistan a commencé en 1956. Les caractéristiques de l'intégration agro-industrielle ont commencé à apparaître dans la vinification du pays. Les principaux producteurs - grandes fermes et usines - s'unirent durant cette période pour produire du raisin et le transformer en vin. En vinification, les unités obsolètes peu performantes ont été remplacées par de nouveaux équipements technologiques.
En 1980, l'Ouzbékistan a produit 13,6 millions de décalitres de vin de raisin. Pendant la période soviétique, sur le territoire de la RSS d'Ouzbékistan 58 % de la superficie de toutes les plantations de vigne de la région d'Asie centrale étaient concentrées, et 85 % de raisins secs produits en URSS y étaient produits,,.

## À présent
Actuellement, l'Ouzbékistan est le plus important producteur de raisins et de produits viticoles d'Asie centrale, en termes de production, l'Ouzbékistan occupe l'une des premières places de l'espace post-soviétique, avec l'Arménie, la Géorgie et la Moldavie. Aujourd'hui, de nombreuses entreprises et usines de production de vin et de boissons alcoolisées opèrent dans la république. Les plus grands d'entre eux sont situés à Samarcande et à Tachkent,. La production de vin en Ouzbékistan est principalement destinée à la consommation intérieure, bien que quelques vins soient exportés vers d'autres pays de l'Union économique eurasiatique et vers d'autres régions du monde. La production de vin en Ouzbékistan a connu une croissance constante ces dernières années, avec l'appui du gouvernement pour moderniser les équipements de production et pour promouvoir l'industrie du vin auprès des consommateurs locaux et internationaux.
Les cépages les plus couramment cultivés en Ouzbékistan incluent le cabernet sauvignon, le merlot et le syrah, ainsi que des cépages locaux tels que le karamysh et l'alisher. La province de Samarcande, située dans l'ouest de l'Ouzbékistan, est particulièrement réputée pour ses vins.
Le climat de l'Ouzbékistan, avec des étés chauds et des hivers froids, est favorable à la production de vin de qualité. Les vignobles de l'Ouzbékistan sont généralement irrigués pour assurer une production constante de raisins de qualité. La plupart des vins produits en Ouzbékistan sont des vins rouges, bien que quelques vins blancs et rosés soient également produits.
À Samarcande, il y a un musée de la vinification est en fonction auprès de l'usine du vin nommé d'après Khovrenko.